# 埼玉大橋

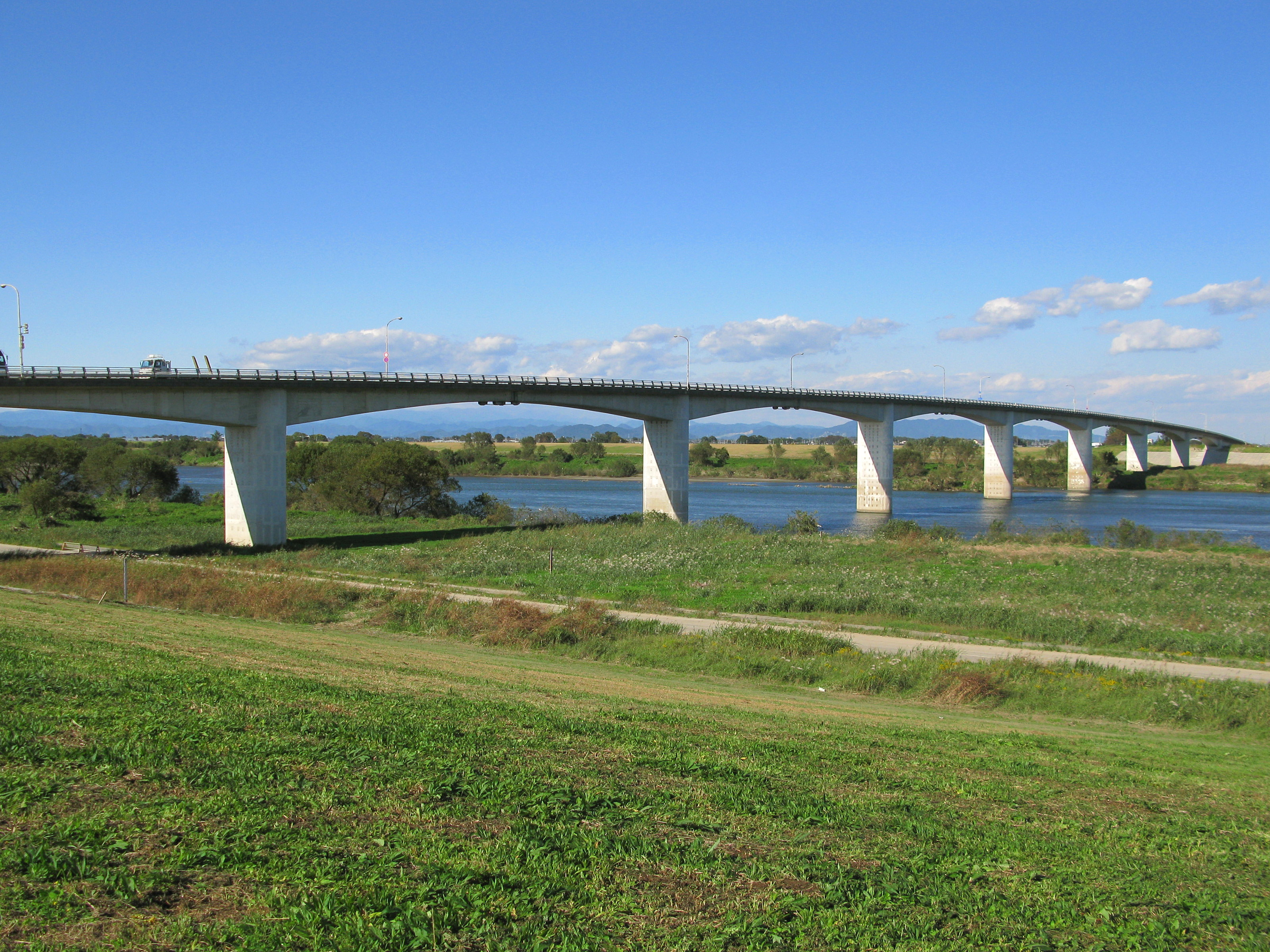
埼玉大橋（右岸より撮影・2011年10月）

埼玉大橋（さいたまおおはし）とは、埼玉県加須市麦倉と同市佐波との間の利根川（新川通）に架かる埼玉県道46号加須北川辺線の橋である。新大利根川橋とも呼ばれる。

## 概要
- 橋格：1等橋
- 橋長：763.0 m（10径間）[2][3][4]
- 最大支間：80 m[1]
- 全幅員：10.20 m（往復2車線）
- 有効幅員：9.00 m（車道7 m、歩道1 m×2）
- 構造形式：PC箱桁ラーメン橋
- 開通年：1972年（昭和47年）11月[4]
- 無料開放：1989年（平成元年）4月1日

## 歴史
麦倉村（現・加須市麦倉）が江戸時代以降の利根川改修工事によって、佐波村（現・加須市佐波）との間には1621年に新川通が開削され陸の孤島となり、移動は下流側に迂回して利根川橋を渡るか大越渡船 に頼るようになった。このような交通事情を改善するために建設された。工費は9億3000万円で開通当初は有料橋であった。なお渡船は開通と同時期に廃止となった。

## その他
- 歩道は上流側と下流側に設置されているが、幅が1 mと狭隘で車道との間に段差があり危険なため、歩道の拡幅と自転車通行帯の設置を検討したところ[6][7][8]、車道との段差を無くすため歩道の表面を削りとる工事が2014年におこなわれ、境界線上に視線誘導施設として赤いラバーポールが設置されたが、歩道の幅はそのままである[9]。また、前後の取り付け道路には工事は行われおらず、段差はそのままである。
- 有料化時代は、埼玉大橋から上流側は約12 kmもの区間、昭和橋まで一般道路の橋は架けられていなかった[2]。

## 隣の橋
- 利根川
利根川橋梁 (東武伊勢崎線) - 利根川橋（東北自動車道）- 埼玉大橋 - 利根川橋梁 (東武日光線) - 利根川橋梁 (東北本線)